# Mysłów (Basse-Silésie)
Pour les articles homonymes, voir Mysłów.
Mysłów est une localité polonaise de la gmina de Bolków, située dans le powiat de Jawor en voïvodie de Basse-Silésie.